# 교향곡 5번 (말러)
《교향곡 5번》은 구스타프 말러의 교향곡이다. 1901년과 1902년에 작곡되었다. 뿔피리 가곡집과 깊은 연관을 맺고 있는 초기 성악 교향곡 시기를 지난 뒤의 순 기악음악이다.

## 작곡 과정
말러는 1901년과 1902년 여름 동안 그의 다섯 번째 교향곡을 작곡했다. 1901년 2월 말러는 갑자기 심한 출혈을 겪었다. 그 작곡가는 회복하는 데 꽤 많은 시간을 보냈다. 1901년 6월 그는 오스트리아 남부 케른텐주에 있는 자신의 호숫가 별장으로 이사했다. 친구들의 말에 따르면, 그는 자신의 초라한 시작에서 얼마나 멀리 왔는지 믿기 힘들었다고 한다. 빈 궁정 오페라의 지휘자이자 빈 필하모닉의 수석 지휘자였다. 그 자신의 음악도 성공을 거두기 시작했다. 1901년 그는 알마 쉰들러를 만났고, 1902년 여름 그가 별장으로 돌아왔을 때, 그들은 결혼했고, 그녀는 첫 아이를 임신하고 있었다.
5번 교향곡은 순수 관현악 작품이다. 대위법 또한 교향곡 5번 이후 말러의 음악에서 더욱 중요한 요소가 되었다. 좋은 대위법을 쓰는 능력은 바로크 작곡가들에 의해 매우 소중하게 여겨졌고, 요한 세바스티안 바흐는 일반적으로 대위법 음악의 가장 위대한 작곡가로 여겨진다. 바흐는 이 시기에 말러의 음악 생활에 중요한 역할을 했다. 그는 세기가 바뀌면서 출간되고 있는 바흐의 작품집 판본을 구독했고, 이후 공연을 위해 바흐의 작품을 지휘하고 편곡했다. 대위법에 대한 말러의 새로운 관심은 이 교향곡의 2악장, 3악장, 5악장에서 가장 잘 들을 수 있다.

## 구성
- Trauermarsch. In gemessenem Schritt. Streng. Wie ein Kondukt (올림다단조)
- Stürmisch bewegt, mit größter Vehemenz (가단조)
- Scherzo. Kräftig, nicht zu schnell (라장조)
- Adagietto. Sehr langsam (바장조)
- Rondo-Finale. Allegro - Allegrogiocoso. Frisch (라장조)

## 편성
플루트 4, 오보에 3, 클라리넷 2, 바순 2, 콘트라바순, 호른 6, 트럼펫 4, 트롬본 3, 튜바, 글로켄슈필, 팀파니, 심벌즈, 큰북, 작은북, 탐탐, 하프, 트라이앵글, 현5부

## 악보
- 악보